# メレディス (DD-434)
|          |                                                                               |
| 艦歴     |                                                                               |
| 発注     |                                                                               |
| 起工     | 1939年6月1日                                                                  |
| 進水     | 1940年4月24日                                                                 |
| 就役     | 1941年3月1日                                                                  |
| 退役     |                                                                               |
| その後   | 1942年10月15日に戦没                                                          |
| 除籍     |                                                                               |
| 性能諸元 |                                                                               |
| 排水量   | 1,630トン                                                                     |
| 全長     | 348 ft 3 in (106.1 m)                                                         |
| 全幅     | 36 ft 1 in (11.0 m)                                                           |
| 吃水     | 11 ft 10 in (3.6 m)                                                           |
| 機関     | 4缶、2軸推進、50,000 shp (37 MW)                                              |
| 最大速   | 37.4ノット (69 km/h)                                                          |
| 航続距離 | 6,500海里 (12,000 km) 12ノット(22.2km/h)時                                    |
| 乗員     | 士官、兵員208名                                                               |
| 兵装     | 5インチ砲5門 12.7mm機銃6基 20mm対空機銃6基 21インチ魚雷発射管10門 爆雷軌条2基 |

メレディス (USS Meredith, DD-434) は、アメリカ海軍の駆逐艦。グリーブス級駆逐艦の1隻。艦名はバーバリ戦争でジョン・トリップ大尉の命を救った海兵隊軍曹ジョナサン・メレディスに因む。その名を持つ艦としては2隻目。

## 艦歴
メレディスは1939年6月1日にマサチューセッツ州ボストンのボストン海軍工廠で起工した。1940年4月24日にエセル・ディクソン・メレディスによって命名、進水し、1941年3月1日に艦長ウィリアム・F・メンデンホール・ジュニア少佐の指揮下就役した。

### 大西洋で
キューバ海域での整調後、メレディスは1941年6月8日にボストンに帰還、第22駆逐艦隊に配属された。7月6日にボストンを出航、9月20日まで南部海岸沿いに護衛任務、演習、作戦活動に従事した。9月28日から1942年1月31日までメレディスはアイスランドのハヴァルフィヨルドを拠点として、アイスランドとデンマーク海峡の間の哨戒を行った。1941年10月17日には雷撃を受けたイギリスの汽船エンパイア・ウェーブ (Empire Wave) の生存者を救助した。
日本軍による真珠湾攻撃の後もメレディスはアイスランドとデンマーク海峡の間で船団護衛および対潜哨戒に従事し、1月後半にボストンに向かう船団護衛でハヴァルフィヨルドを出航した。その後1942年2月18日にバージニア州ノーフォークに向かう戦艦ワシントン (USS Washington, BB-56) の護衛としてボストンを出航し、ノーフォークでホーネット (USS Hornet, CV-8) を中心とする第18任務部隊に合流した。

### 太平洋艦隊
部隊は重要な秘密任務のため3月4日にノーフォークを出航し、パナマ運河を通過後3月21日にサンディエゴに到達した。4月2日にサンディエゴを出航、4月13日に第16任務部隊と共に航行し、東京に対する空襲に向かった。4月18日、陸軍の爆撃機部隊が東京に対する初の空襲を行うため発艦、メレディスはハワイに向けた航路を取り、4月25日に到着した。
5月13日から6月21日の間にメレディスはニューカレドニアに向かう油槽船団を護衛し、ブラリ水道を哨戒、水上機母艦タンジール (USS Tangier, AV-8) を護衛しその後真珠湾に帰還した。砲術訓練および戦術訓練の後、メレディスは1942年8月15日にサモアに向けて真珠湾を出航し、8月30日にパゴパゴに到着した。9月20日、ガダルカナル島に上陸した部隊増援のためソロモン諸島に向かう第2輸送部隊を護衛するため出航、続いてニューヘブリディーズ諸島での哨戒を行った。
1942年10月12日にエスピリトゥサント島を出航したメレディスは、艦長ハリー・E・ハバード中佐の指揮下、貨物輸送艦アルチバ (USS Alchiba, AK-23) 、貨物輸送艦ベラトリックス (USS Bellatrix, AK-20) 、砲艦ジェームズタウン (USS Jamestown, PG-55) 、駆逐艦ニコラス (USS Nicholas, DD-449) 、艦隊曳船ヴィレオ (USS Vireo, AM-52) から成る船団と共にガダルカナル島に向かった。それぞれは航空燃料と500ポンド爆弾を積んだ艀船を曳航していた。2日後、日本の空母機動部隊の接近を探知し、メレディスとヴィレオを除いた艦はエスピリトゥサント島に戻った。メレディスは水上探知レーダーしか装備しておらず、航空探知レーダーは装備していなかったにもかかわらず、ハバード艦長は航空燃料を届けるためガダルカナルへの航行を続けることを決定した。
メレディスは10月15日の朝に日本海軍の重巡洋艦利根、鈴谷、熊野の3隻からなる索敵機3機によって発見された。メレディスは正午過ぎにその海域を離脱するためヴィレオ乗員を自艦に移乗させ、ヴィレオが日本軍の手に落ちるのを防ぐ目的で雷撃処分するために雷装を行っていた。その途中に、メレディスは空母瑞鶴及び翔鶴から発艦した九九艦爆21機、九七艦攻9機、護衛の零戦8機から成る38機の空母機動部隊機から攻撃を受ける。最初の3分でメレディスは艦橋下に爆弾の直撃を受け、全ての通信、艦のコントロールおよび火器管制を失った。2発目が艦左舷前方に直撃、魚雷が弾薬庫の下に直撃し、漏出する燃料油に着火した。
メレディスは激烈な戦闘の中、艦攻2機（うち1機の搭乗員は駆逐艦磯風に救助）、艦爆1機を撃墜した。しかしメレディスは14発の爆弾および7発の魚雷の直撃を受け、船体は転覆し15分以内に沈没した。士官7名と兵員56名のみが戦闘を生き残り、3日間海上でサメの来襲に晒された後、駆逐艦グレイソン (USS Grayson, DD-435) 、グウィン (USS Gwin, DD-433) 、艦隊曳船セミノール (USS Seminole, AT-65) によって救助された。また、直前に乗り移っていたヴィレオの乗員51名も戦死した。
メレディスは第二次世界大戦の戦功で1個の従軍星章を受章した。